# 田賽和徑賽
田徑（英语：Track and Field）是田賽及徑賽的合稱，是包括跑步、跳躍及投擲等技巧在內的運動競賽。以高度和距離長度計算成績的跳躍、投擲項目叫「田賽」，以時間計算成績的跑步項目叫「徑賽」。田賽和徑賽名稱來自其典型的体育场地：體育場外圍有橢圓形的跑道（徑），其中有一塊草地（田），是跳躍及投擲項目進行的場地。田賽和徑賽歸類在廣義的田徑項目中。
徑賽項目包括短跑、中长跑、长跑、跨欄等項目，在最短時間完成的運動員獲勝。包括跳躍及投擲運動的田賽，是由達到最高或是最遠距離的運動員獲勝。常見的跳躍運動有跳遠、三級跳、跳高及撑杆跳高。常見的投擲運動有铅球、擲標槍、铁饼及鏈球。也有些複合項目是一名運動員需完成多個田徑項目，例如五項全能包括五個田徑項目、七項全能包括七個田徑項目，十項全能則包括十個田徑項目。大部份的田徑項目都是以個人為單位參與的個人運動。也有團隊參與的田徑項目，最著名的是接力賽跑，一般每一隊是四名運動員。大部份的田徑項目都會區分男子比賽以及女子比賽，不過多半也都在同一個場地進行。近來也有男女混合的田徑項目，會用二名男子運動員及二名女子運動員組隊。徑賽因為跑道的場地限制，無法有太多選手同時參與，會先進行預賽選出成績較好的選手，再一起競賽選出優勝者。
田徑比賽是最早出現的運動之一。在古希臘結合慶典以及運動會的古代奥林匹克运动会中，田徑比賽就是其中的運動項目之一。近代重要的二個田徑比賽分別是夏季奥林匹克运动会田径比赛以及世界田径锦标赛。世界田徑總會（原名國際田徑總會）是田徑比賽的体育管理机构。
美國的田徑項目除了傳統的田賽及徑賽項目外，還包括路跑、越野跑及馬拉松等。。